# Lee Man-hee
Lee Man-hee (tên tiếng Hàn: 이만희, tên tiếng Trung: 李萬熙, Li Wanxi), sinh ngày 15 tháng 9 năm 1931, quê ở Gyeongju, là người sáng lập "Tân Thiên Địa Jesus Giáo Đền Thờ đền tạm làm chứng " (gọi tắt là Shincheonji), một tổ chức đạo Cơ Đốc giáo mới ở Hàn Quốc.

## Tuổi thơ
Lee Man Hee sinh ngày 15 tháng 9 năm 1931 tại Punggak-ri, Cheongdo-gun, Gyeongsangbuk-do, Hàn Quốc (nay là Đại Hàn Hàn Quốc). Năm 1967, ông vào Hội thánh Đền Thờ Đền Tạm. Vào ngày 14 tháng 3 năm 1984, ông thành lập Tân Thiên Địa Đền Thờ Đền Tạm Làm Chứng và đang giữ chức vụ Chủ tịch.
Chủ tịch Lee Man-hee cũng là đại diện của HWPL (Văn hóa Thiên đường, Hòa bình Thế giới, Khôi phục Ánh sáng), một tổ chức hòa bình toàn cầu.
HWPL được đăng ký là một tổ chức có tư cách tư vấn đặc biệt với Văn phòng Liên hợp quốc về Truyền thông Toàn cầu (DGC) và Hội đồng Kinh tế và Xã hội của Liên hợp quốc (ECOSOC), đồng thời là một tổ chức phi chính phủ được đăng ký tại Seoul, Hàn Quốc. HWPL cùng với Tổ chức hợp tác Hòa bình Phụ nữ Quốc tế (IWPG) và Tổ chức liên kết Hòa bình Thanh niên Quốc tế (IPYG), vượt qua biên giới, văn hóa và ý thức hệ tư tưởng, đang thực hiện các hoạt động hòa bình quốc tế với các nhà lãnh đạo thuộc mọi tầng lớp trong xã hội.

## Truyền giáo
Năm 1967, ông gia nhập Đền thờ Đền tạm ở Gwacheon, Tỉnh Gyeonggi
Ông được nhận khải thị và nhận sứ mệnh sáng tạo 12 Bộ tộc Israel Tâm linh mới trong thiên đàng. Ngày 14 tháng 3 năm 1984, ông đã sáng lập nên Tân Thiên Địa.
Ông là Mục tử giao ước - người do chính Đức Chúa Jesus lựa chọn và chỉ quan tâm đến những người được chọn ở thời đại cuối cùng của Trời mới là 144000 thầy tế lễ và những người mặc áo trắng.
Ông Lee đã thực hiện hai cuộc hành hương đến những nơi diễn ra các sự kiện trong Tân Ước là Ai Cập, Núi Sinai, Israel, Thổ Nhĩ Kỳ, Hy Lạp và La Mã.
Hội thánh Giê-su Tân Thiên Địa do ông thành lập có các trung tâm truyền giáo ở mỗi quốc gia trên toàn thế giới.

## Dịch COVID-19
Vào ngày 22 tháng 2 năm 2020, Hàn Quốc đã xác nhận trong số 433 trường hợp nhiễm COVID-19 có tới 231 trường hợp thuộc Tân Thiên Địa
Ông Lee gọi virus corona là 'hành động của ma quỷ' nhằm ngăn chặn sự phát triển của hội thánh, nhưng cũng đã hủy bỏ tất cả các cuộc tụ họp của tín đồ. Trung tâm kiểm soát và phòng ngừa dịch bệnh Hàn Quốc cho biết, các hoạt động tôn giáo do các tín đồ của hội thánh này tổ chức có thể đã góp phần khiến cho dịch bệnh lây lan nhanh chóng
Vào ngày 1 tháng 3 năm 2020, một người có liên quan đến Hội thánh tiết lộ rằng Lee Man-Hee Chủ tịch của Shincheonji (Tân Thiên Địa), đã được xét nghiệm nhiễm coronavirus vào cùng ngày. Trước đó, Shincheonji thông báo rằng "ông Lee" đã tự cách ly tại nhà riêng ở Gyeonggi-do, gần thủ đô Seoul.
Đến phiên tòa thứ 2, nội dung tuyên bố trắng án đã được bổ sung vào văn bản tuyên bố trắng án cuối cùng cho Hội thánh ở Deagu.
Phán quyết 'vô tội' của Tòa án Tối cao xung quanh các cáo buộc vi phạm Đạo luật Phòng chống Bệnh Truyền nhiễm của những người mang sứ mệnh của Hội thánh Chúa Giêsu Shincheonji ở Daegu cuối cùng đã được xác nhận.

Hội thánh Jesus Shincheonji cho biết vào ngày 28 rằng Tòa án tối cao cuối cùng đã xác nhận phán quyết 'Vô tội' trong phiên tòa xét xử lần thứ nhất và thứ hai đối với hành vi vi phạm Đạo luật phòng chống bệnh truyền nhiễm của các nhà truyền giáo của Shincheonji, nói rằng" Công lý và sự thật đã chiến thắng, và chúng tôi bày tỏ lòng kính trọng trước sự phán xét sáng suốt của quan tòa."